# Ritratto di Evangelista Scappi
Il Ritratto di Evangelista Scappi è un dipinto a olio su tavola (55x44 cm) di Francesco Francia, databile al 1500-1505 circa e conservato nella Galleria degli Uffizi a Firenze.

## Descrizione e stile
Il protagonista, un notaio bolognese, è ritratto a mezza figura sullo sfondo di un paesaggio. È rivolto quasi frontalmente verso lo spettatore e indossa berretta e veste nera su una camicia bianca, abbigliamento tipico delle classi agiate italiane a cavallo tra Quattro e Cinquecento. In mano tiene una lettera. Evidente è la lezione di Perugino, tanto nel paesaggio quanto nell'impostazione del ritratto, paragonabile a opere come il Ritratto di Francesco delle Opere, esposto nella stessa sala agli Uffizi.